# The King's Hospital
The King's Hospital (en castellano, El Hospital del Rey), es un colegio e internado de pago coeducacional perteneciente a la Iglesia de Irlanda, situado en Palmerstown, Dublín, Irlanda. Se sitúa en un campus de 32 hectáreas junto al río Liffey, llamado Brooklawn, en honor a las casas de campo que se encuentran en la zona y en las que reside el director y su familia.
Fundado en 1669, es uno de los colegios más antiguos de Irlanda, siendo también conocido como Blue Coat School (Colegio del Abrigo Azul).
Aunque los pertenecientes a la predominante tradición protestante tienen prioridad, como colegio cristiano, asisten estudiantes de otras religiones. Los colores del colegio son azul marino y dorado. El escudo del colegio lo conforman tres castillos en llamas con la fecha "1969", casi idéntico al escudo de la ciudad de Dublín.

## Historia

### Fundación

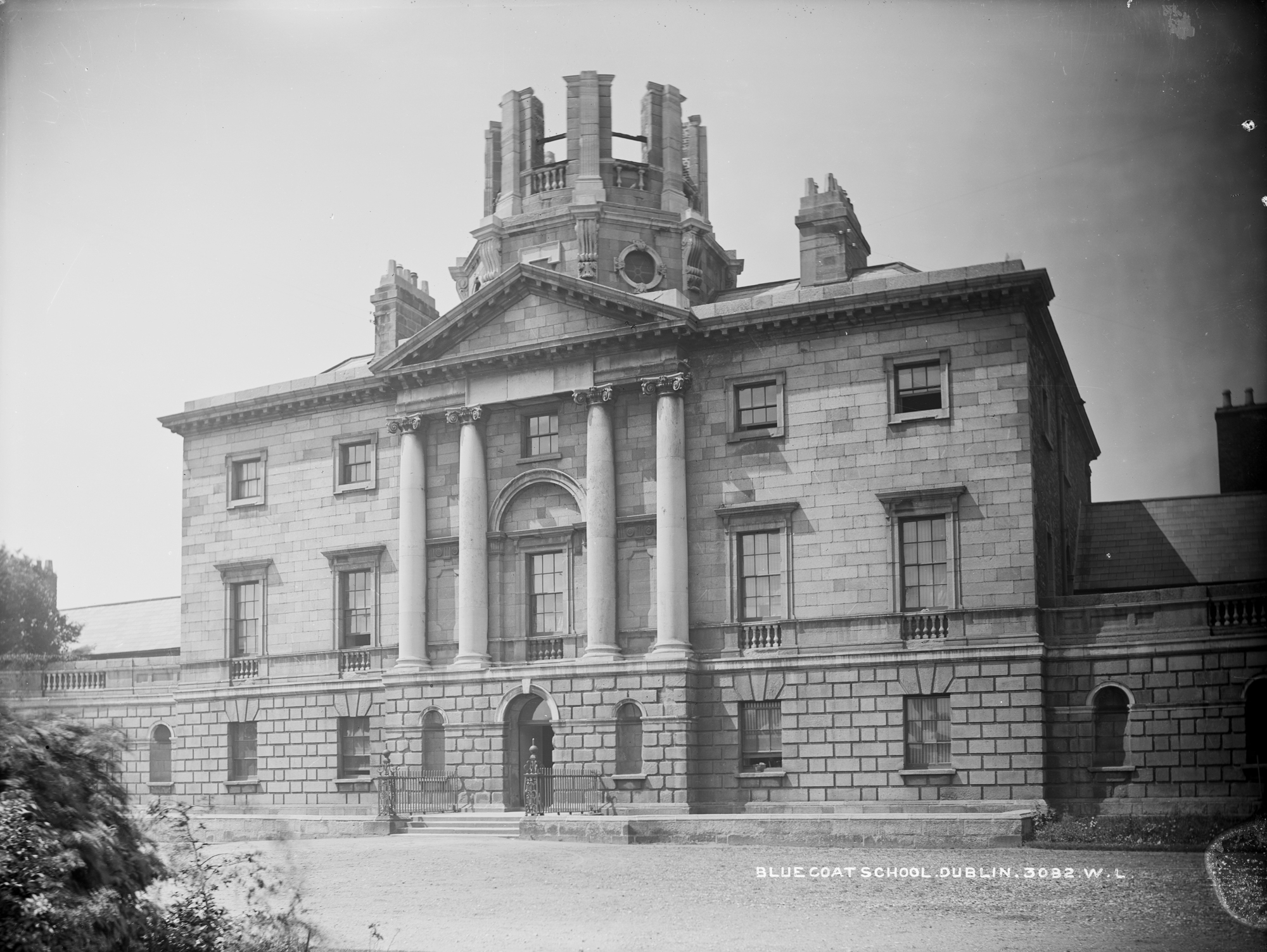
Edificio Blackhall Place, alrededor de 1890. Se estaba construyendo una nueva cúpula.

El colegio se fundó en 1669 como The Hospital and Free School of King Charles II  (Hospital y Colegio Libre del Rey Carlos II). El Hospital del Rey era una continuación del Colegio Libre del Dublín. El 5 de mayo de 1674, se inauguró el colegio, al que asistían 60 alumnos, incluyendo 3 chicas. De 1783 a 1971, el colegio se situó en Blackhall Place, Dublín, actualmente la sede de la Law Society of Ireland.

### Toma de poder de Morgan
La toma de poder del colegio de Morgan (1957) contribuyó a un incesante aumento del número de estudiantes, y para 1970 la necesidad de mayor espacio e instalaciones llevó al traslado desde el centro de la ciudad al moderno colegio construido en su propio terreno de 0,4 kilómetros cuadrados junto al río Liffey en Palmerstown, en el Condado de Dublín.

### Erwin Schrödinger
Un manuscrito de 57 años de antigüedad del renombrado físico ganador del Premio Nobel de Física Erwin Schrödinger reapareció en este colegio en 2012. Titulado "Fragmento de un Diálogo Inédito de Galileo", se escribió para la edición anual de la revista Blue Coat del colegio en 1965, coincidiendo con la salida de Schrödinger de Dublín para aceptar su cargo como catedrático de Física en la Universidad de Viena. Shrödinger escribió el manuscrito para el profesor de inglés del colegio y editor de la revista Blue Coat, Ronnie Anderson, amigo de Schrödinger cuando vivía en Dublín. Actualmente se encuentra en posesión del profesor Jonathan Coleman en el Centro para la Investigación de Nanoestructuras y Nanoartefactos Adaptativos (CRANN, del inglés Centre for Research on Adaptive Nanostructures and Nanodevices) del Trinity College (Dublín).

## Tradiciones

### Día de la Constitución
El calendario anual incluye varios días especiales y eventos que forman parte de la tradición del colegio. Uno de ellos es el Charter Day o Día de la Constitución", cuando el jefe o jefa de estudios se dirige a los estudiantes, y se entregan los premios académicos, conmemorando el aniversario del Acta de Constitución del colegio en 1671.

### Otras tradiciones
El Día de los Deportes, el Festival de la Cosecha, el Servicio de Adviento y la Confirmación son otras ocasiones destacadas, a las cuales asisten padres y antiguos alumnos del colegio. Los domingos el servicio es de libre entrada, de acuerdo a las tradiciones de la Iglesia de Irlanda. La asamblea matinal es obligatoria para todos los alumnos, y el servicio de los domingos es obligatorio para los huéspedes.